# Jos Geysels
Josephus Elisabeth A.M. (Jos) Geysels (ur. 20 września 1952 w Turnhout) – belgijski (flamadzkojęzyczny) polityk, samorządowiec i działacz organizacji pozarządowych, w latach 1998–2003 sekretarz polityczny (przewodniczący) Agalev.

## Życiorys
Do 1975 studiował politologię i socjologię na Uniwersytecie w Antwerpii, uczestniczył w protestach studenckich w 1968. Od 1975 do 1985 był pracownikiem i koordynatorem w sieci centrum edukacji dorosłych Elcker-Ik.
Zaangażował się w działalność polityczną w ramach Agalev (od 2003 pod nazwą Groen!). W latach 1987–1995 zasiadał w Izbie Reprezentantów, a w latach 1988–2004 w Radzie Kulturowej Flamandzkiej Wspólnoty Belgii (w 1995 przekształconej w parlament); w obydwu kierował partyjnymi frakcjami. Od września do grudnia 1997 i od czerwca do lipca 1998 tymczasowo kierował ugrupowaniem ze względu na chorobę Wilfrieda Bervoetsa, następnie po jego śmierci w lipcu 1998 został sekretarzem (liderem) Agalev i pozostał na tej funkcji do lipca 2003. Za jego kadencji zieloni po raz pierwszy weszli do federalnego rządu, a on sam w 2002 otrzymał honorową rangę ministra stanu.
W latach 2005–2007 był pełnomocnikiem rządu ds. budowy instytucji w państwach dotkniętych przez wojny. Zaangażował się w działalność organizacji pozarządowych. Kierował federacją na rzecz współpracy międzynarodowej 11.11.11 (2007–2017), organizacją lobbingową branży księgarskiej book.be (2006–2010), flamandzkim funduszem na rzecz wspierania literatury (2010–2018) i centrum sztuk pięknych Bozar w Brukseli (od 2021). Zajął się także publicystyką i krytyką literacką, został szefem gremium przyznającego nagrodę literacką Bookspot Literatuurprijs.